# Tebet
Tebet è un sottodistretto (in indonesiano: kecamatan) di Giacarta Meridionale, che a sua volta è una suddivisione di Giacarta, la capitale dell'Indonesia.

## Suddivisioni
Il sottodistretto è suddiviso in sette villaggi amministrativi (in indonesiano: kelurahan):
- Tebet Barat
- Tebet Timur
- Kebon Baru
- Bukit Duri
- Manggarai
- Manggarai Selatan
- Manggarai Dalam